# Оэ, Хикари
Хикари Оэ (яп. 大江 光 О:э Хикари, р. 13 июня 1963, Токио) — японский композитор. Сын Кэндзабуро Оэ.

## Биография
Хикари Оэ родился в семье Кэндзабуро и Юкари Оэ. Буквальный перевод с японского имени Хикари означает свет. Хикари Оэ родился с сильным нарушением функционирования головного мозга: черепно-мозговой грыжей, в связи с чем для сохранения жизни ребёнку потребовалась серия хирургических операций.
Несмотря на умственную неполноценность и значительные физические ограничения (в том числе очень слабое зрение), Хикари Оэ обладает абсолютным слухом, что помогло ему стать композитором академической музыки. До 5-7 лет Оэ практически не говорил и не воспринимал слова окружающих, однако в этом возрасте уже начал различать голоса птиц, затем называть их, повторяя за диктором на пластинке, и только потом ограниченно говорить самостоятельно. Заниматься музыкой Оэ стал с 11 лет, когда при помощи родителей, заметивших, что он проявляет к ней интерес и необычные способности к восприятию звуков, начал брать уроки у друга семьи Оэ, пианистки Кумико Тамура. В 13 лет Оэ сочинил своё первое произведение.
Записи сочинений Хикари Оэ изданы на нескольких компакт-дисках. В 1992 году вышел первый диск, озаглавленный «Музыка Оэ Хикари» (яп. 大江光の音楽), а альбом 1994 года «Снова Оэ Хикари (яп. 大江光ふたたび) был удостоен национальной премии «Японский золотой диск». Кроме того, музыка Оэ, сопровождавшая поставленный Дзюдзо Итами по одноимённого роману Кэндзабуро Оэ фильм «Тихая жизнь» (1996), была награждена «Премией японской академии» в номинации лучший саундтрек. В 1998 году вышел диск «Новый Оэ Хикари» (яп. 新しい大江光).

## Хикари в произведениях Кэндзабуро Оэ
Образ Хикари является одним из центральных в творчестве Кэндзабуро Оэ, особенно в серии работ, написанных в период с 1964 («Личный опыт») по 1976 («Записки пинчраннера») годы. Сохранил свою важность он и в более поздних работах, включая роман «Проснись, новый человек!» и написанную в последние годы трилогию Оэ, начавшуюся романом «Подмёныш», где Хикари является прототипом Акари (яп. アカリ), сына главного героя Когито. Жизни с Хикари посвящён сборник эссе «Целящая семья». Кроме того, многие лекции Кэндзабуро Оэ включают исполнение музыки его сына.

## Творчество и критика
Сочинения Хикари Оэ — это, как правило, небольшие пьесы, мелодии, сопровождающиеся несложным аккомпанементом. Стилистически тяготеют к традиции классицизма, на записях которого Хикари был воспитан (по воспоминаниям Кэндзабуро Оэ, представленным, например, в сборниках эссе «Целящая семья» или «Под своим деревом», в числе первых слов Хикари были звукоподражания фамилиям композиторов-классиков, с музыкой которых он знакомился по радио). Восприятие его музыки и само её признание зачастую окружены двусмысленностью. Отдавая должное человеческому подвигу Хикари и его семьи, нередко указывается на вторичность собственно музыки и ставится под вопрос её ценность вне обстоятельств, в которых она была создана, и то, как бы она воспринималась, не будь Оэ известным писателем, активно способствовавшим распространению музыки своего сына.